# Henryk Kopecki
Henryk Kopecki – polski inżynier, profesor nauk technicznych.

## Życiorys
W 1960 r. otrzymał magisterium, w 1967 r. obronił pracę doktorską, w 1992 r. habilitował się na podstawie pracy zatytułowanej Problemy analizy stanów naprężenia ustrojów nośnych w świetle badań eksperymentalnych metodami mechaniki modelowej.  W 1995 r. uzyskał tytuł profesora nauk technicznych.
Został pracownikiem naukowym na Politechnice Rzeszowskiej im. Ignacego Łukasiewicza.